# 좌가연대
좌가연대(佐可煙臺)는 대한민국 제주특별자치도 제주시 구좌읍 한동리에 있는 연대이다. 1996년 7월 18일 제주특별자치도의 기념물 제23-15호로 지정되었다.

## 개요
연대는 횃불과 연기를 이용하여 정치·군사적으로 급한 소식을 전하던 통신수단을 말한다. 봉수대와는 기능면에서 차이가 없으나 연대는 주로 구릉이나 해변지역에 설치되었고 봉수대는 산 정상에 설치하여 낮에는 연기로 밤에는 횃불을 피워 신호를 보냈다.
별방진에 소속되어 있는 좌가연대는 북제주군 구좌읍 한동리 북쪽에 있는 옛날에 좌가장이라고 불리는 곳에 자리잡고 있다. 현재 남·서쪽면은 무너졌으나 연대의 윤곽은 뚜렷하며, 높이는 1.8∼2.2m 정도가 남아있다.
별방진 소속 장군 6명과 봉수군 12명이 배치되어 24시간 교대로 지켰으며 동쪽으로 입두연대, 서쪽으로 무주 연대와 신호를 주고 받았다.

## 참고 문헌
- 좌가연대 - 국가유산청 국가유산포털